# Ai no Utagoe o Kikasete
Ai no Utagoe o Kikasete (japonès: アイの歌声を聴かせて, lit. Deixa'm sentir-te cantar d'amor) és una pel·lícula d'anime del 2021 de ciència-ficció, produïda per J.C.Staff i dirigit per Yasuhiro Yoshiura. Es va estrenar al Japó l'octubre de 2021. Ha estat subtitulada al català.

## Sinopsi
Una bella i misteriosa estudiant és transferida a l'institut Keibu, on de seguida es torna popular per ser extravertida i bona en els esports. Però té un gran secret: és una IA en fase de proves. El seu objectiu és tractar de fer feliç una noia solitària, encara que la seva manera de fer-ho és totalment inesperada.

## Producció
Ai no Utagoe o Kikasete va ser anunciat per Funimation, com a coproducció amb J.C.Staff, el 10 de setembre de 2020. La pel·lícula està dirigida per Yasuhiro Yoshiura. Yoshiura i Ichirō Ōkouchi van co-escriure el guió, Kanna Kii va dibuixar els dissenys de personatges originals, Shuichi Shimamura va dissenyar els personatges per a l'animació i també és l'animador supervisor en cap, i Hidekazu Shimamura va ser l'animador supervisor. Ryo Takahashi va compondre la música i Yohei Matsui va escriure les cançons. El 6 d'abril de 2021, Funimation va estrenar un tràiler de la pel·lícula.